# Lionhead Studios
Lionhead Studios était une société britannique de développement de jeux vidéo fondée en 2001 par Peter Molyneux et acquise par Microsoft Studios en avril 2006. Elle a officiellement fermé le 30 avril 2016.

## Histoire
Pendant une période de trois ans, Lionhead a créé des sociétés satellites : Big Blue Box Studios (développeurs de Fable), Intrepid Games (développeurs de B.C., depuis suspendu en raison d'un dépassement de budget massif) et Black & White Studios (qui ont pris en charge la continuation de la série Black and White). Lionhead a réellement travaillé sur trois jeux : Fable, Black and White 2 et The Movies, cependant le studio a pu avoir travaillé sur Fable 3 et Milo.
Le système « satellite » des filiales du studio cesse d'exister de forme significative au milieu de l'année 2004, Big Blue Box ayant été plus ou moins intégré à Lionhead et Intrepid Games dissout. Lionhead était une société à responsabilité limitée jusqu'en octobre 2004 quand un consortium d'investisseurs, comprenant Ingenious Ventures, IDG Ventures Europe, et l'entreprise de technologie Add Partners, investissent massivement chez le développeur. Ceci intervient à un moment où l'entreprise fait face à de graves difficultés financières, notamment à cause du dépassement de budget pour le développement des titres Black and White 2 et Fable.
Entre septembre 2005 et avril 2006, Lionhead lance avec succès deux titres, Black and White 2 et The Movies, ainsi qu'une version mise à jour de Fable (titrée Fable: The Lost Chapters). Cependant ces titres n'ont pas un impact énorme dans les ventes, et laissent l'entreprise vulnérable à une éventuelle OPA. Le studio enchaine sur le très attendu Fable II ainsi qu'un jeu inconnu sur lequel seules quelques allusions sont faites.
En janvier 2006, quatre employés quittent Lionhead Studios pour fonder Media Molecule, un studio qui réalisera des jeux exclusivement pour Sony Computer Entertainment tels que la série Little Big Planet et Tearaway. Sony rachètera le studio quatre ans plus tard.
En avril 2006, Lionhead Studios est racheté par Microsoft, annonçant la fin d'un développement indépendant, et mettant l'accent sur les plates-formes de jeux propriétaires de la société américaine. Lionhead devient alors une filiale relativement indépendante de Microsoft Studios, qui a également acquis  Rare et Bungie Studios (Bungie Studios devient un studio indépendant à la fin de l'année 2007, peu de temps après la sortie de Halo 3).
En mars 2012, Peter Molyneux quitte Lionhead et Microsoft Studios pour créer un nouveau studio : 22 Cans. Il reste néanmoins consultant sur les prochains opus de la franchise Fable.
Le 18 octobre 2012, Microsoft annonce le licenciement de 10 % des effectifs de Lionhead Studios. Les employés concernés se voient offrir la possibilité de bénéficier d'un reclassement au sein de Microsoft Studios.
En mars 2016, Microsoft annonce la fermeture de Lionhead Studios,.

## Jeux développés
| Titre                                   | Date de sortie | Plates-formes                               |
| --------------------------------------- | -------------- | ------------------------------------------- |
| Black and White                         | 2001           | Windows, OS X                               |
| Black and White : L'Île aux créatures   | 2002           | Windows, OS X                               |
| Fable                                   | 2004           | Windows, Xbox                               |
| Black and White 2                       | 2005           | Windows, OS X                               |
| The Movies                              | 2005           | Windows, OS X                               |
| Fable: The Lost Chapters                | 2005           | Windows, OS X, Xbox                         |
| Black and White 2 : Le Combat des Dieux | 2005           | Windows, OS X                               |
| The Movies: Stunts and Effects          | 2006           | Windows, OS X                               |
| Fable II                                | 2008           | Xbox 360, Xbox one (compatibilité)          |
| Fable III                               | 2010           | Windows, Xbox 360, Xbox one (compatibilité) |
| Fable Heroes                            | 2012           | Xbox 360 (XBLA)                             |
| Fable: The Journey                      | 2012           | Windows, Xbox 360                           |
| Fable: Anniversary                      | 2013           | Windows, Xbox 360                           |

## Projets annulés
- Unity (GameCube)
- B.C. (Xbox)
- Black and White: Titan (Xbox, PlayStation 2)
- Black and White (PlayStation, Dreamcast)
- The Movies (GameCube, Xbox, PlayStation 2)
- Milo (Xbox 360 Kinect)
- Fable II (PC)
- Fable Legends (Xbox One)[4]